# Variety store
Een variety store is een meestal kleine winkel met een variëteit aan kleine artikelen, die vaak tegen één prijs verkocht worden. Het assortiment kan niet echt meer opgesplitst worden in artikelgroepen. De consument koopt er meestal uit noodzaak of gaat over tot een impulsaankoop.